# Helmut Goebel (Tischtennisspieler)
Helmut Goebel, auch Helmut Göbel (* um 1919; † nach 1938) war ein österreichischer Tischtennis-Nationalspieler.

## Werdegang
Mitte der 1930er Jahre spielte Helmut Goebel beim Postsportverein Wien. 1938 wurde er zusammen mit Otto Eckl österreichischer Jugendmeister im Doppel. Er nahm an mindestens drei Weltmeisterschaften teil und gewann dabei drei Medaillen. 1936 wurde er mit der österreichischen Mannschaft Weltmeister. Im Doppel mit Richard Bergmann erreichte er 1937 das Endspiel, das gegen die US-Amerikaner Buddy Blattner/James McClure verloren ging. 1938 war er wieder Teil der österreichischen Mannschaft, die Silber gewann.
Ebenfalls im Doppel mit Richard Bergmann siegte er 1937 bei den internationalen Österreichischen Meisterschaften, wo er im Einzel Dritter wurde.
Über den weiteren Lebensweg Goebels ist nichts bekannt.